# Kuna Crest

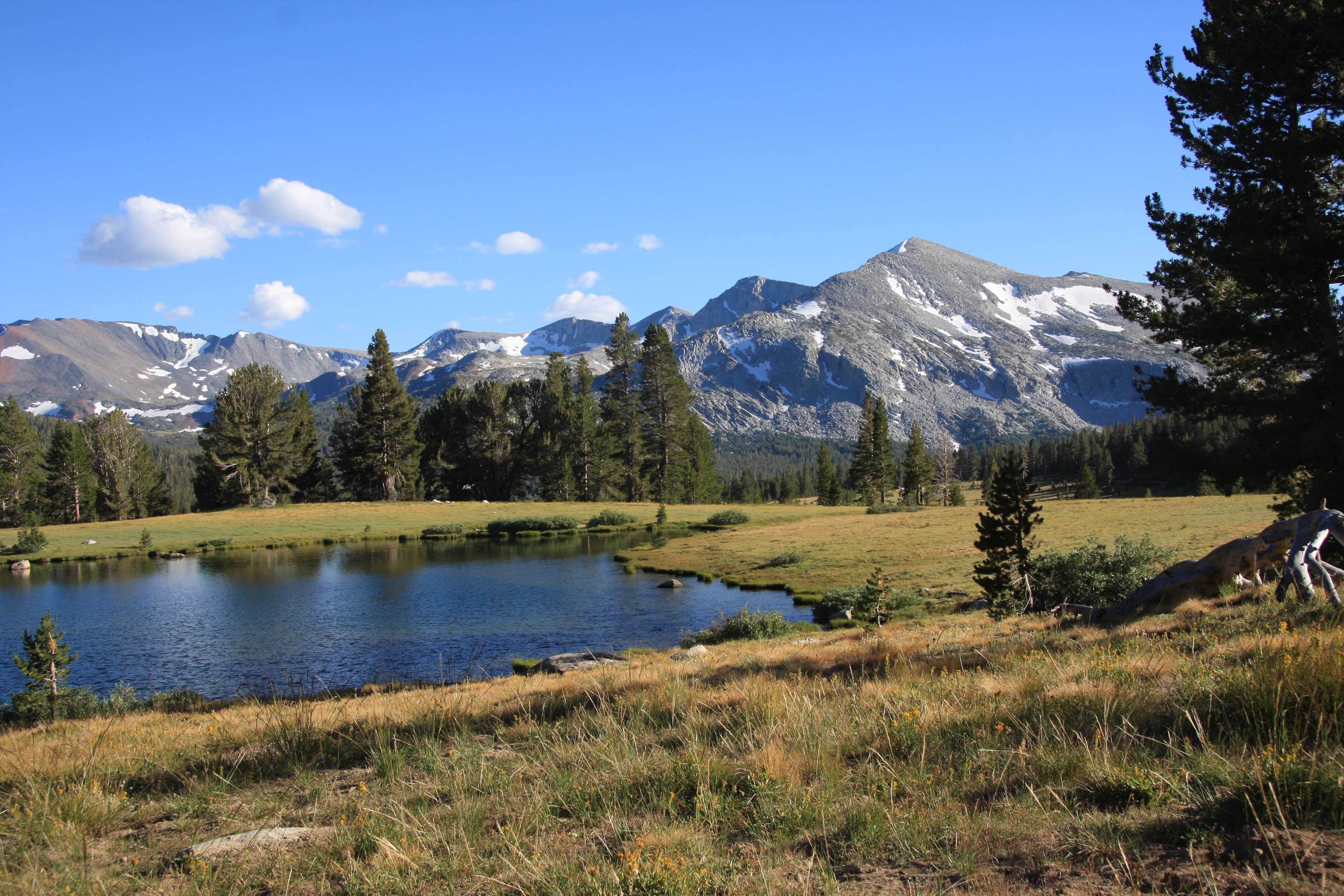
Prado do Tioga Pass, lago e vista da Kuna Crest, Parque Nacional de Yosemite, Califórnia.

Kuna Crest é uma montanha da Sierra Nevada, no Condado de Tuolumne, Califórnia, Estados Unidos.